# 牧野明成
牧野 明成（まきの あきしげ）は、江戸時代中期の大名。丹後国田辺藩の第4代藩主。丹後田辺藩牧野家5代。官位は従五位下・豊前守、因幡守。

## 略歴
宝永元年（1704年）4月6日（江戸幕府の記録では宝永2年（1705年）閏4月）、第3代藩主・牧野英成の次男として田辺で誕生した。兄・良成が早世したために世子となり、元文2年（1737年）10月2日の父の隠居により家督を継いだ。
延享元年（1744年）7月に奏者番に任じられる。寛延2年（1749年）2月に大坂加番に任じられた。寛延3年（1750年）10月5日（記録では10月7日）、江戸で死去した。享年47。跡を三男の惟成が継いだ。

## 系譜
- 父：牧野英成（1671年 - 1741年）
- 母：信敬院（平井氏）
  - 姉 - 酒井忠告室
  - 長兄：牧野良成
  - 本人：牧野明成
  - 三弟：牧野知成
  - 妹：藤波徳忠養女
  - 四弟：中坊秀成
  - 五弟：南部信弥
  - 妹：細川興虎室
  - 六弟：牧野長成
  - 妹：有馬純珍養女
  - 妹：小浜秀隆養女、小浜季隆正室
  - 八弟：高力直賢
  - 九弟：牧野孝成
  - 十弟：牧野徳成
  - 十一弟：牧野資成
- 正室：ヒサ（久照院） - 松平乗邑の娘
  - 三男：牧野惟成（1728年 - 1783年）
- 生母不明の子女
  - 男子：八重之丞
  - 四男：牧野韶成
  - 女子：牧野美成室
  - 女子：峯 - 荒川義学室、のち前田清長室
  - 五男：村越房成
  - 女子：松平近形正室